# Irène Joliot-Curie
Irène Joliot-Curie (Párizs, 1897. szeptember 12. – Párizs, 1956. március 17.) kémiai Nobel-díjas francia tudós, atomfizikus, fizikokémikus, politikus.

## Élete
Marie Curie és Pierre Curie Nobel-díjas házaspár idősebbik leánya. Liberális nevelésben részesült. Értelmiségiek, tudósok körében nőtt fel. Szülei baráti köréhez tartoztak Paul Langevin, Yves Perrin, André Debierne fizikusok, Paul Appell, Paul Painlevé, Émile Borel, Henri Poincaré matematikusok. Valamennyien köztársaságpártiak, a laicitás hívei és Alfred Dreyfus támogatói.
17 éves korában matematikát és fizikát kezdett tanulni a Sorbonne-on. Az első világháború kitörésekor egészségügyi önkéntes lett édesanyja mellett, majd önállóan dolgozott tábori röntgenező nővérként. 1918-tól édesanyja asszisztense lett a párizsi Radiológiai Intézetben. S amikor a nukleáris kémia tárgyat tanította a leendő mérnököknek, megismerkedett Frédéric Joliot-val. 1926-ban kötöttek házasságot és kölcsönösen felvették egymás családnevét. Két gyermekük született, Hélène és Pierre. Irène 1925-ben doktorált a szülei által felfedezett polónium alfa-sugárzása témában.
A kutató házaspár 1934-ben felfedezte a mesterséges radioaktivitást. Az"új elemek előállításának radioaktív kémiájában végzett munkájukért" 1935-ben Kémiai Nobel-díjjal jutalmazták őket.
A Radiológiai Intézetben végzett munkája mellett 1937-ben a Sorbonne Természettudományi Karán lett előadó tanár, majd professzor. A Collège de France-ba távozott férje helyét vette át.
1946-ban a Radiológiai Intézet igazgatója lett, és alapító tagja a Francia Atomenergiai Bizottságnak.
1956. március 17-én leukémiában hunyt el.

## Politikai és társadalmi tevékenysége
1936 májusában  Léon Blum a felsőoktatásért és tudományos kutatásért felelős államtitkár helyettessé nevezte ki. Irène három hónapra vállalta el a megbízatást. Rajta kívül még két nő volt tagja a kormánynak, olyan időkben, amikor a francia nők még nem rendelkeztek választójoggal. E rövid idő alatt döntés született a kutatók fizetésének és ösztöndíjának, valamint a kutatásra fordított összegek emeléséről. Rövid ideig tagja volt a Nemzetközi Munkásszövetség Francia Szekciójának (SFIO), de kilépett, mert a Blum-kormány nem állt ki a spanyol polgárháború mellett.
Az elkötelezetten antifasiszta Irène segítette a spanyol menekülteket. 1948-ban meghívást kapott New Yorkba a spanyol politikai menekülteket támogató bizottságtól. Érkezése után nemkívánatos személynek nyilvánították, letartóztatták, és fogva tartották az Ellis-szigeten. Ellenezte az atomenergia háborús célokra történő felhasználását. Aláírta a Stockholmi felhívást, a Béke Világtanács Nemzetközi Békedíjjal tüntette ki 1950-ben. 1955-ben aláírta a Russell–Einstein-manifesztumot. Tagja volt a Francia Nők Egyesületének. A Francia Természettudományi Akadémia nem vette fel tagjai közé 1951-ben. Többször jelentkezett a következő években csak azért, hogy felhívja a figyelmet az Akadémia nőkkel szembeni diszkriminációjára.   

## Irène Joliot-Curie-díj
A felsőoktatásért és tudományos kutatásért felelős francia minisztérium 2001 óta ítéli oda a díjat
- Az év legeredményesebb női tudományos kutatója
- Az év legeredményesebb fiatal női tudósa
- Az év legeredményesebb női vállalkozója

kategóriákban.